# 795

## Родени
- Лотар I, франкски крал
- Звиница, син на кан Омуртаг, баща на Пресиян, дядо на Св. Борис I.

## Починали
- 25 декември – Адриан I, римски папа